# Minamiaiki
Minamiaiki (南相木村, Minamiaiki-mura) est un village situé dans le district de Minamisaku (préfecture de Nagano), au Japon.